# Ordbog
En ordbog er et opslagsværk, der indeholder sproglige og faktuelle oplysninger om et sprogs ordforråd med forklaringer på det samme sprog og/eller med oversættelse til et andet sprog. De fleste ordbøger ordner opslagsordene i alfabetisk rækkefølge, men nogle ordbøger ordner opslagsordene efter fagemner.

## Ordbogstyper
Man kan skelne mellem forskellige slags ordbøger:
- En etsproget (monolingval) ordbog behandler kun et sprog, fx Nudansk Ordbog
- En tosproget (bilingval) ordbog behandler to sprog, fx en dansk-engelsk ordbog
  - En tosproget aktiv ordbog har grammatiske oplysninger om sproget, som den oversætter til, f.eks. om engelsk i en dansk-engelsk ordbog.[1]
  - En tosproget passiv ordbog har grammatiske oplysninger om sproget, som den oversætter fra, f.eks. om dansk i en dansk-engelsk ordbog.[1]
  - En tosproget biskopal ordbog har grammatiske oplysninger om begge sprogene.[1]
- En Polyglot der er flersproglig
- En almensproglig ordbog behandler de almindelig ord i et sprog, fx dansk
- En fagordbog behandler sproget inden for et eller flere fagområder.
- En fagordbog, der behandler mange forskellige fag, fx en erhvervsordbog, kaldes en flerfagsordbog
- En ordbog, der behandler et enkelt fag, fx en juridisk ordbog, kaldes en enkeltfagsordbog
- En ordbog, der behandler en del af et fagområde, fx en kontraktretlig ordbog, kaldes en delfagsordbog

Den videnskabelige disciplin, der beskæftiger sig med fagordbøger hedder fagleksikografi, som også hentyder til ordbogens forlængelse: et leksikon og en encyklopædi.
Den videnskabelige disciplin, der beskæftiger sig med den teoretiske og praktiske udarbejdelse af ordbøger kaldes leksikografi, og kan inddeles i undergrupper, fx fagleksikografi, der er videnskaben om udarbejdelse fagordbøger. Den, der beskæftiger sig med teoretisk og/eller praktisk leksikografi, kaldes en leksikograf.
Der er to hovedtyper af ordbogsfunktioner.
- De kommunikationsrelaterede funktioner henviser til ordbogen som hjælpemiddel til at forstå tekster, producere tekster, revidere tekster eller oversætte tekster.
- De vidensrelaterede funktioner henviser til ordbogen som hjælpemiddel "hvis du vil vide mere" om et specifikt emne eller bare vil opbygge viden mere generelt.

Normalt er der for hvert ord en eller flere af følgende type oplysninger: retskrivning, betydning(er), eventuelle synonymer, grammatik herunder tilhørsforhold til ordklasser og bøjningsformer, eksempler på ordets anvendelse, ordets udviklingshistorie (etymologi), ordets udtale fx i lydskrift og hvordan ordet oversættes til et andet sprog.
En ordbog dækker ikke nødvendigvis alle ord.
For eksempel fandt en analyse af et et korpus med Oxford Advanced Learner's Dictionary of Current English, som har næsten 70.000 ordbogsopslag, at 3% af korpusets ord ikke fandtes i ordbogen.

## Historie
Den ældst kendte kinesiske ordbog (尔雅, Erya), hvis forfatter/e er ukendt/e, dateres til begyndelsen af 3. århundrede f.Kr. Denne ordbog organiserer de kinesiske skrifttegn og inddeler de kinesiske skrifttegn i semantiske grupper. Målet med denne inddeling var at forklare den sande betydning af et ord brugt i ældre litteratur.
En anden tidlig ordbog, der stadig benyttes i et vist omfang, blev skrevet på latin i løbet af den romerske kejser Augustus’ regeringstid. Den er kendt som De Significatu Verborum (Om betydningen af ordene) og var udarbejdet af Verrius Flaccus. Sextus Pompeius Festus udgav senere en redigeret udgave af ordbogen, der siden blev efterfulgt af endnu en udgave, skrevet af Paulus Diaconus. Verrius Flaccus' ordbog bestod af en sammendrag af svære og forældede ord, hvis betydning blev belyst vha. citater fra tidlige romerske forfattere.
Den største ordbog i verden, hvad angår antallet af opslag, er den nederlandske "het Woordenboek der Nederlansche Taal (WNT)" (Ordbog over det nederlandske sprog).[kilde mangler] Det tog 134 år, fra 1864 til 1998, at færdiggøre værket, og det omfatter omtrent 400.000 opslagsord, på 45.805 sider i 92.000 bind. Den er i dag tilgængelig online wnt.nl.nl.
Den mest omfattende ordbog til engelsk er Oxford English Dictionary, som blev påbegyndt i 1860 og afsluttet i 1928. Der blev det allerede nødvendigt at udarbejde et supplementsbind, der tog yderligere fem år at færdiggøre.

## Ordbøger til det danske sprog
Det første store danske ordbogsprojekt, som ville dække hele det danske ordforråd, var Matthias Moths Ordbog fra ca. 1700 (først publiceret i 2012, online). Den blev en af hovedkilderne for Videnskabernes Selskabs Ordbog, der udkom 1793-1905. På grund af den lange udgivelsesperiode var den forældet, længe før den var færdig. Derfor blev det nødvendigt at udgive Ordbog over det danske sprog, som udkom i 28 bind 1919-1955 med fem supplementsbind 1992-2005. Fra 2005 var den tilgængelig som netordbog. Den beskriver det danske sprog i perioden 1700-1955 og er udarbejdet af Det Danske Sprog- og Litteraturselskab.
De vigtigste ordbøger, der beskriver det moderne danske sprog, er Den Danske Ordbog (Det Danske Sprog- og Litteraturselskab og Gyldendal), Politikens Nudansk Ordbog og Den Danske Netordbog. Sidstnævnte er tilgængelig som netordbog for abonnenter og er udarbejdet af Center for Leksikografi, mens Den Danske Ordbog har været frit tilgængelig som netordbog siden november 2009.
Andre ordbøger som EDB-Ordbogen fokuserer på et mindre emneområde. I forbindelse med dialektforskning har Aarhus Universitet oprettet center for Jysk med navn Peter Skautrup, der er ved at oprette en Jysk ordbog. Mere specielle typer af ordbøger er fx rim-, synonym-, slang-, krydsords- og antonym-ordbøger. Sådanne ordbøger er ikke, eller kun delvis, ordnet alfabetisk, men opstilles ofte efter andre principper. Online-ordbogen er muligvis ved at udvikle sig til sin egen genre, idet informationsteknologien muliggør udstrakt brugerdeltagelse og giver gode muligheder for at udarbejde alternative ordbøger. Online versionerne af ordbøgerne giver nye muligheder for at lave søgninger, der ikke tidligere har været mulige med de traditionelle ordbøger. Dette har f.eks. medfødt nye muligheder for kryds og tværs løsere, hvor en krydsordsordbog nu kan finde løsninger som passer til netop løserens tomme felter.
Den mest udbredte danske ordbog er Dansk Sprognævns retskrivningsordbogen, som kun indeholder ganske få oplysninger om hvert ord.

## Bilingvale og monolingvale ordbøger
Hvis en ordbog er to-sproget, kaldes den bilingval, og hvis den er ét-sproget kaldes den monolingval. Ordbøger som retskrivningsordbogen og Den Danske Netordbog er monolingvale ordbøger, mens ordbøger som Ordbogen.com's dansk-engelsk/engelsk-dansk ordbog er bilingvale.

## Online-ordbøger
I de seneste år er der dukket flere online-ordbøger op på internettet, hvilket har medført tilbagegang for de trykte ordbøger. Gyldendal har derfor måttet afskedige over halvdelen af medarbejderne i ordbogsafdelingen.
Wikipedia har et søsterprojekt, der er online-ordbøger:
- Den danske Wiktionary – en fri ordbog i samme ånd som Wikipedia. Mere end 10.000 ord.
- Den engelske Wiktionary. Mere end 3.262.000 ord heraf mange danske samt engelske med oversættelse til dansk.

Efter at det blev annonceret i 2016 har Wikidata også beskrevet ord for mange forskellige sprog herunder dansk.
For eksempel findes over 24.000 ordbogsopslag om Bokmål.

## Fodnoter
1. 1 2 3  Jens Axelsen: En rød klassiker – Dansk-engelsk ordbog 1845-1995 (side 144). Gyldendal, 1995. ISBN 87-00-24116-4 / 978-87-00-24116-9
2. ↑  Christopher D. Manning; Hinrich Schütze (1999), Foundations of Statistical Natural Language Processing, Cambridge: Massachusetts Institute of Technology, s. 310, ISBN 0-262-13360-1, OL 35843M, Wikidata  Q115664565
3. ↑  Geoffrey Sampson (1. januar 1989), "How Fully Does a Machine-Usable Dictionary Cover English Text?", Literary and Linguistic Computing, 4 (1): 29-35, doi:10.1093/LLC/4.1.29, Wikidata  Q115688673
4. ↑  Online-ordbøger udkonkurrerer Gyldendal > Nyheder – newz.dk
5. ↑  Lydia Pintscher (13. september 2016), "Let's move forward with support for Wiktionary", Wikidata-mailingliste, Wikidata  Q32856000
6. ↑  Wikidata:Lexicographical data/Statistics/Counts of various things by language - Wikidata